# DJ Mystik
Dj Mystik, eg: Tony Tran, är en vietnamesisk DJ från Kalifornien, USA som spelar Trance och Eurogressive. Ingen vet riktigt vem han är och han slutade spela offentligt någon gång runt 1999.

## Remixer
- Für Elise
- Save Tonight
- Unchained Melody
- Moonlight Shadow
- Time To Say Goodbye
- Send Me An Angel
- Tears In Heaven
- Dreaming
- Lost In Trance
- Angel Of Love

## Diskografi
1. 4Ever One
2. Crystal Skies
3. Dimension 1
4. Dimension 2
5. Divinity
6. Eternity 1
7. Eternity 2
8. Eternity 3
9. Eternity 4
10. Eternity 5
11. Fantasia
12. Import DJ Showdown
13. Klimax
14. Lotus 1
15. Lotus 2
16. Lotus 3
17. Lotus 4
18. Melodika
19. Northern Lights
20. Oracle 1
21. Phaze 1
22. Plur 1
23. Plur 2
24. Ravin' Asia
25. Symphonika 1
26. Synergy
27. Temptation 1
28. Temptation 2
29. Trinity
30. Twilo
31. Velocity
32. Vertigo
33. Vinyl Kombat
34. Zero Gravity